# إعلان الجمهورية التركية

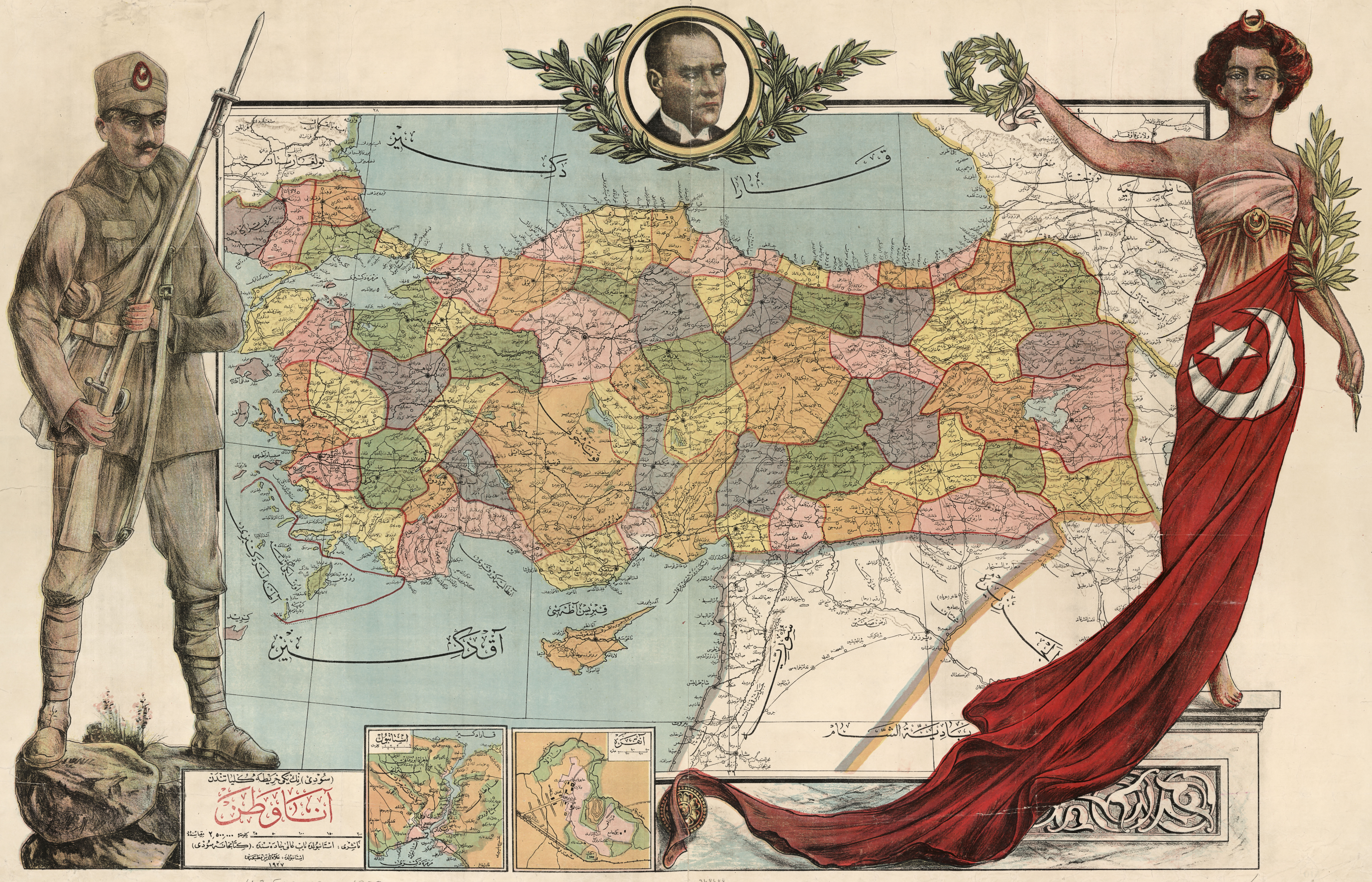
خريطة مكتوبةٌ باللغة العثمانية تعود لعام 1927 والتي تظهر معالم وحجم الاراضي التركيا والذي بدورها يستند اليوم اعلان الجمهورية التركية

إعلان الجمهورية التركية (بالتركية: Cumhuriyetin ilanı)، هي تحديد شكل الحكومة الجديدة للدولة التركية باقتراح التعديل الدستوري الذي أعده مصطفى كمال باشا في جلسته الثانية بالجمعية الوطنية الكبرى بالعاصمة التركية أنقرة بتاريخ 29 أكتوبر 1923.
وتهدف إعلان الجمهورية التركية بأنها تهدف لتغيير المجتمع التركي، حيث تمهد الطريق للإصلاحات السياسية والإقتصادية والإدارية داخل تركيا، حيث تم تعديل 6 مواد من قانون التشكيلات الأساسية (Teşkilat-ı Esasiye) رقم 1 و2 و4 و10 و11 و12 بتاريخ 29 أكتوبر 1923، حيث اتخذ مدينة أنقرة كعاصمة جديدة لتركيا بدلاً من [إسطنبول].